# 폴리스 스토리 3: 초급경찰
《폴리스 스토리 3: 초급경찰》(광둥어: 警察故事３超級警察, 영어: Police Story 3: Supercop)은 1992년에 제작된 홍콩 영화이며 성룡, 장만옥, 양자경이 주연하였다.
- 이 영화는 폴리스 스토리 시리즈 중 최초로 성룡이 아닌 당계례가 감독한 영화이다.
- 주인공인 진가구의 애인인 아미 역을 담당한 장만옥이 마지막으로 등장한 시리즈이기도 하다.
- 대한민국에서는 1992년에 개봉되었다.

## 줄거리
- 홍콩 경찰인 진가구(청룽 분)는 애인인 아미(장만옥 분) 몰래 국제 마약 조직을 검거하는 대규모 작전에 지원한다.
- 중국 공안과 홍콩 경찰의 공조 수사로 이루어지는 이 작전을 위해 노련한 중국 무장 경찰인 양건화 과장(양자경 분)이 합류한다.
- 진가구와 양건화는 자신들의 신분을 위장하여 중국 본토의 한 감옥으로 들어간 뒤 그곳에서 복역하던 표강(원화 분)을 설득하여 함께 표강의 조직의 보스이자 검거 대상인 관시패(증강 분)가 있는 홍콩으로 잠입한다.
- 그러나 관시패는 진가구와 양건화가 경찰인 것을 알아채고, 태국과 캄보디아 국경 지대로 일단 데리고 간다.
- 대량의 마약이 걸린 국경 지대에서의 전투 후 우여곡절 끝에 말레이시아의 쿠알라룸푸르에 도착한 진가구와 양건화는 마약 조직의 조직원들이 접선하는 한 호텔로 따라가지만, 정말 예상외로 그곳에서 여행 가이드 일을 하던 아미와 마주치고 만다.
- 진가구는 아미에게 해명하려 하지만....

## 배역
- 성룡 - 진가구 / 임복생
- 양자경 - 양건화 / 임화녀
- 장만옥 - 메이
- 증강 - 관시패
- 원화 - 표강
- 동표 - 표숙 / 임복생의 어머니
- 진흔건 - 진 총경사
- 고미화 - 장원시
- 왕소 - 피에르
- 나열 - 장군
- 화성 - 계웅
- 킴 펜 - 금발 마약상

## 우리말 더빙 성우진

### SBS (1996년 12월 31일)
- 장세준 - 진가구(성룡)
- 문지현 - 아미(장만옥)
- 최덕희 - 소화(양자경)
- 황원 - 왕 반장(동표)
- 김태웅 - 판사(존 웨이크필드)
- 조동희 - 서장(천신젠) / 관식배(증강)
- 김준 - 표강(원화)
- 박신영 - 관 선생 부인(고미화)
- 유제상 - 중국 공안요원(황명승) / 표강의 부하(단위륜)
- 안종익 - 중국 공안요원(당계례)
- 이대영 - 장군(나열)
- 서문석 - 피터(왕소) / 중국 공안요원(유사명) / 표강의 부하(화성)
- 서광재 - 중국 공안요원(채견성)
- 권성은 - 외국인(킴 펜)
- 손선근 - 표강의 부하(설춘위)

### MBC (2004년 7월 31일)
- 홍시호 - 진가구(성룡)
- 박소라 - 아미(장만옥)
- 엄현정 - 양건화(양자경)
- 김태훈 - 반장
- 김용식 - 서장
- 기경옥
- 박지훈
- 김호성
- 이철용
- 최석필
- 이상범
- 이상훈
- 최한
- 문남숙
- 박신희
- 방성준
- 이원찬
- 정재헌
- 유상우

## 흥행 기록
"폴리스 스토리 3/초급경찰"은 홍콩 개봉시에 32,609,783 홍콩 달러를 벌어들였다. 홍번구의 북미 흥행 성공에 힘입어 1996년 7월 25일에 "Supercop"의 제목으로 북미에서 개봉하였다. 북미 1,406개 상영관에서 개봉하여 개봉 첫주에 $5,503,176 (상영관 당 $3,914)를 벌어들였고 북미 총 흥행 수익은 $16,270,600였다.